# Арал (Таш-Булакский айылный аймак)
Арал (кирг. Арал) — село в Сузакском районе Джалал-Абадской области Кыргызстана. Входит в состав Таш-Булакского айылного аймака.

## География
Село расположено в юго-восточной части области, на левом берегу реки Кёгарт, у восточной окраины города Джалал-Абада, на расстоянии приблизительно 5 километров (по прямой) к северо-востоку от села Сузак, административного центра района.

## Население
Согласно оценочным данным Национального статистического комитета Кыргызской Республики, численность населения села на начало 2023 года составляла 638 человек.
| год     | 2009 | 2014 | 2015 | 2020 | 2021 | 2023 |
| ------- | ---- | ---- | ---- | ---- | ---- | ---- |
| человек | 1712 | 2265 | 2365 | 2898 | 2969 | 638  |